# Championnats d'Afrique de slalom de canoë-kayak
Les Championnats d'Afrique de slalom de canoë-kayak sont une compétition sportive de canoë-kayak dans laquelle sont engagés les meilleurs pratiquants de slalom du continent africain.
La première édition a lieu en 2008 à Sagana.

## Éditions
| Année | Ville hôte                 | Commentaires      |
| ----- | -------------------------- | ----------------- |
| 2008  | Sagana, Kenya              | 1re édition       |
| 2009  | Cradock , Afrique du Sud   | 2e édition        |
| 2012  | Bethlehem , Afrique du Sud | 3e édition        |
| 2013  | Sagana, Kenya              | 4e édition        |
| 2015  | Sagana, Kenya              | 5e édition        |
| 2023  | Maroc                      | 6e édition Annulé |